# Poema de morte

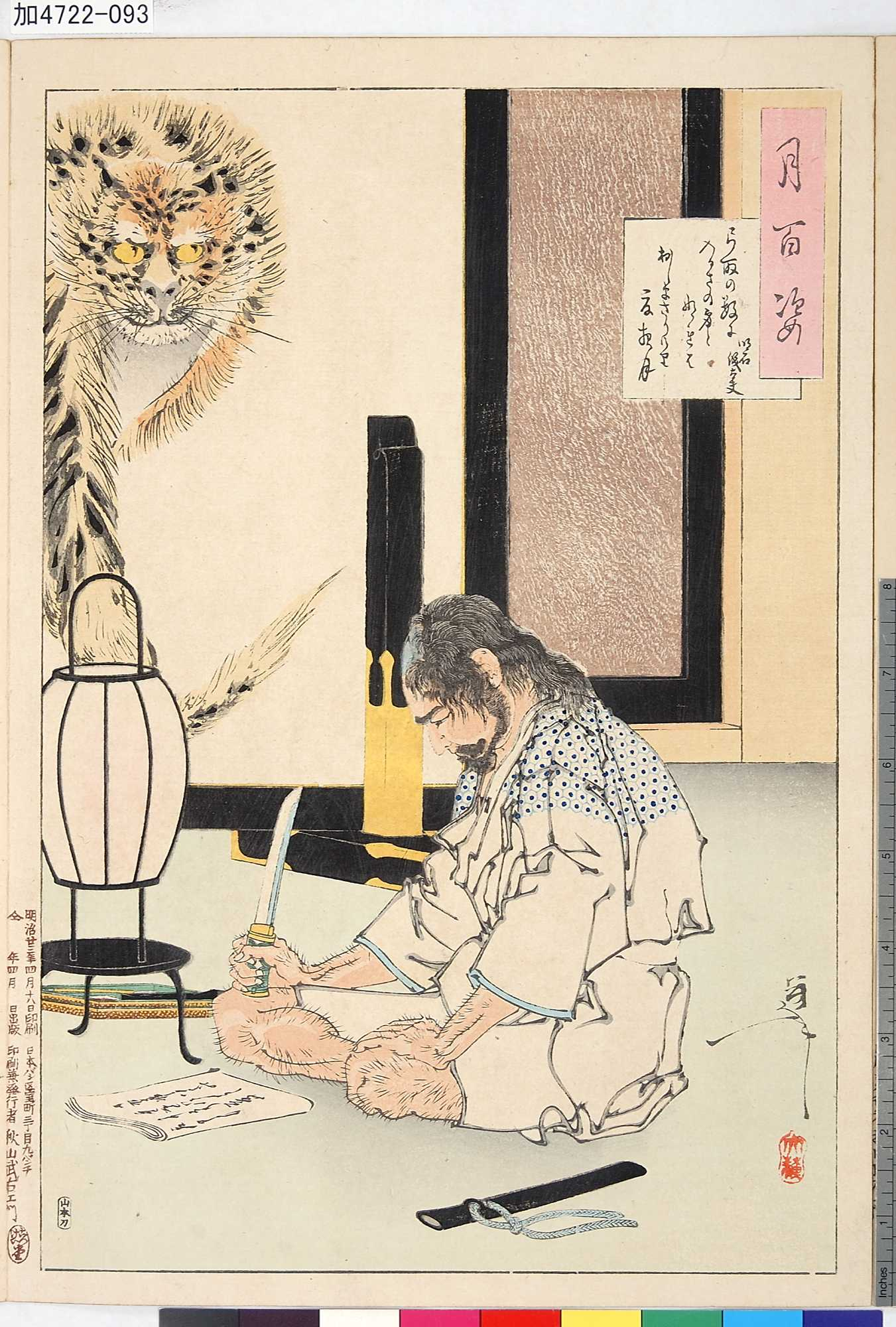
General Akashi Gidayu preparando para cometer seppuku, depois de perder uma batalha em 1582. Ele é retratado como tendo apenas escrito seu poema de morte, que é também visível no canto superior direito. Ilustração por Yoshitoshi Tsukioka.

Poema de morte (辞世の句, jisei no ku) é um estilo poético zen criado apenas quando o poeta, monge ou praticante se encontra próximo da morte. O autor procura captar o momento de grande mobilização psicoemocional que acompanha a iminência da morte, e serve de muitos modos como uma espécie de epitáfio ou elegia contemplativa - entende-se que o moribundo é como um "quase-buddha" (hotoke), pois na proximidade da morte é capaz de purificar a pessoa da ignorância e apegos que impedem-nas de enxergar a sua própria sabedoria plena. Os poemas foram escritos por monges zen chineses, coreanos (principalmente durante a dinastia Joseon) e japoneses, por inúmeros poetas haiku e samurais. As formas poéticas eram regulamentadas segundo os estilos kanshi, waka e haiku.